# Foreză manuală

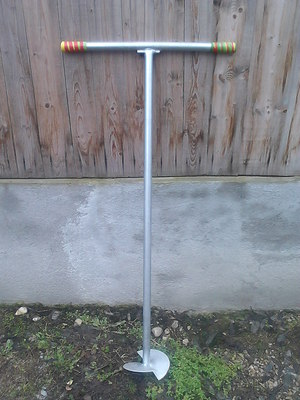
se foloseste la facut gauri in pamant pentru plantarea pomilor, fixarea stalpilor de sustinere pentru garduri..

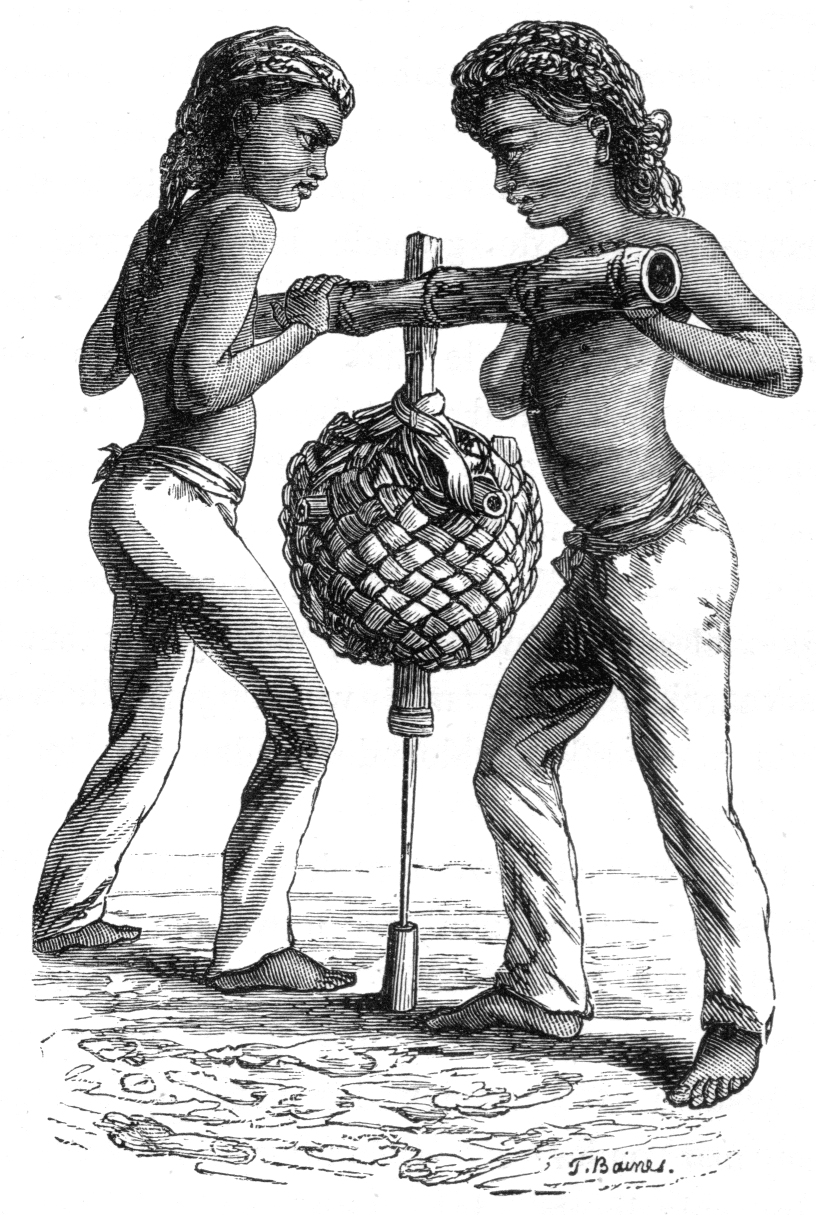

Foreza manuală este o unealta tradiționla de făcut găuri în pământ prin rotație. Este formată din 2 bare de oțel sudate perpendicular una din ele fiind mai lungă. La capătul acesteia sunt prinse 2 lame ascuțite într-o parte; orientate opus, și în unghi de 35 grade.
Foreza acționează pe principiul burghiului.

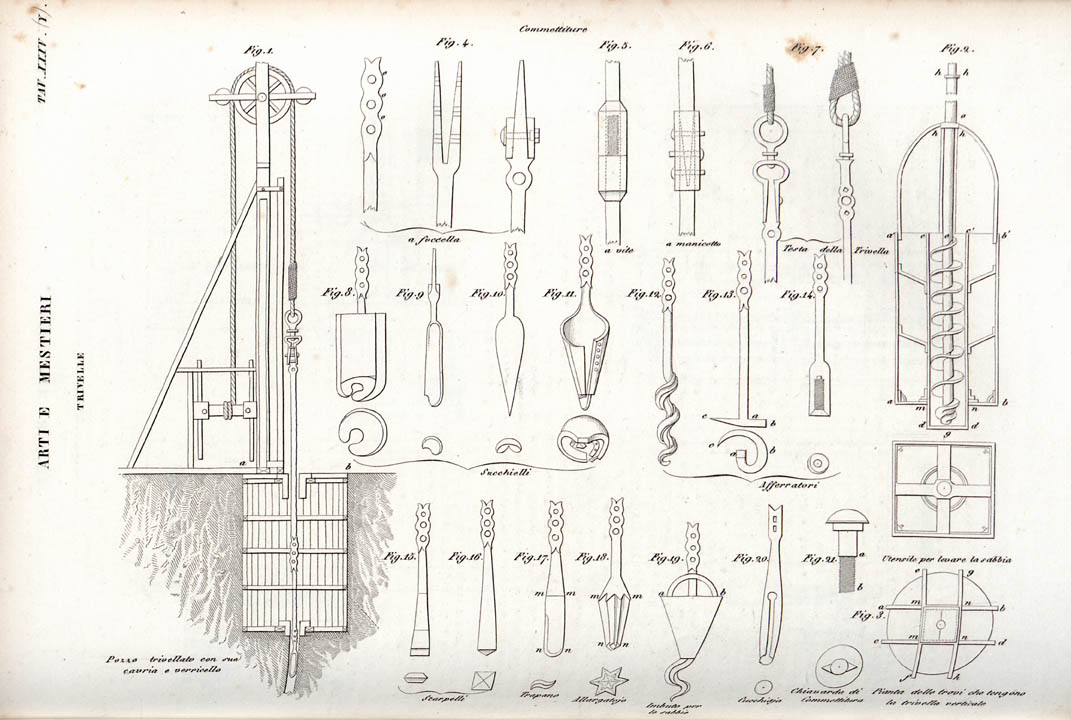
Foreză manuală, 1849

## Alte denumiri
(reg.)sfredel, burghiu, larva de fluture, bulg, spirala.